# The Amazing Race
The Amazing Race, comunemente chiamato anche con l'abbreviazione TAR, è un programma televisivo statunitense di genere reality show, in onda sulla CBS a partire dal 2001.
Al reality partecipano delle squadre composte da due persone, legate da vari tipi di rapporti (amici, fratelli, fidanzati, coniugi) che si sfidano in una corsa intorno al mondo. I concorrenti hanno l'obiettivo di arrivare primi al Pit Stop collocato alla fine di ogni tappa della corsa in modo da vincere una serie di premi ed evitare di classificarsi ultimi, cosa che potrebbe portare all'eliminazione dalla gara o ad una penalizzazione nella tappa successiva. Gli sfidanti viaggiano in più nazioni, con vari mezzi: aereo, taxi, auto a noleggio, treno, autobus, nave, a piedi. Ad ogni tappa vengono forniti degli indizi a ciascuna squadra, indicanti la destinazione successiva o una prova da superare, da uno solo dei componenti o da entrambi: le prove sono sempre collegate alla cultura e alle tradizioni del paese in cui si svolgono. Le squadre vengono progressivamente eliminate fino all'ultima tappa, in cui la prima squadra ad arrivare al traguardo vince il premio finale pari a un milione di dollari.
Nei primi dieci anni di programmazione sono state realizzate in totale diciannove stagioni (la diciottesima è stata la prima ad essere trasmessa in alta definizione; ne è prevista una ventesima nella primavera 2012).
In Italia sono state trasmesse le prime due stagioni sul canale satellitare Adventure One nel 2005 e, in chiaro, su Rai 2 nel 2006, mentre alcune delle stagioni successive sono andate in onda successivamente su AXN. Le stagioni seguenti saranno trasmesse su Sky Uno dal 1º febbraio 2013.
Il programma ha ottenuto 47 candidature ai premi Emmy vincendone 13, fra cui otto Emmy per il "miglior reality show - competizione" (su nove assegnati da quando è stata creata la categoria). Sin dalla prima stagione, il presentatore è il neozelandese Phil Keoghan.

## La gara

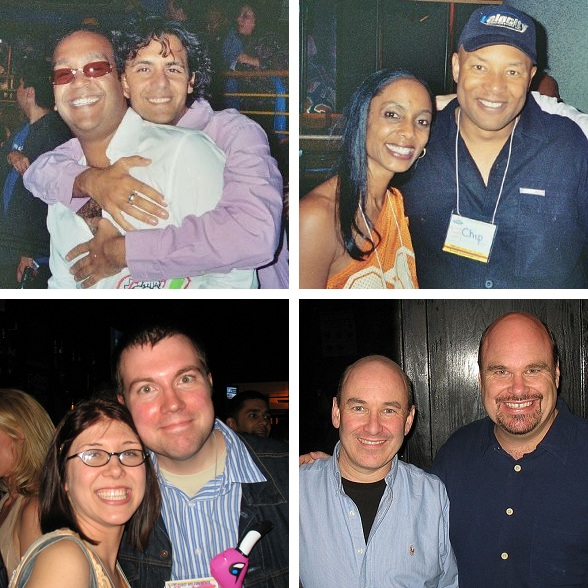
In senso orario partendo dall'angolo in alto a sinistra, quattro squadre partecipanti a quattro stagioni diverse del reality: Danny e Oswald da The Amazing Race 2, Kim e Chip da The Amazing Race 5, Gerard e Ken da The Amazing Race 3 e Lori e David da The Amazing Race 9.

### Squadre
Il tipico format di una stagione del programma prevede undici squadre di due persone, rappresentative di diverse età, etnie, provenienza, orientamento sessuale. I rapporti fra i componenti delle due squadre sono fra i più vari: fidanzati, coppie sposate o divorziate, fratelli, genitori e figli, amici. Le dinamiche interne alla squadra sono un punto focale del programma, e vengono spesso discusse per mezzo di interviste ad hoc nel corso di ogni puntata. Fra le regole originarie del programma vi era anche un rapporto tra i concorrenti della durata di almeno tre anni e non aver mai conosciuto alcun componente delle altre squadre. In alcuni casi, però, queste limitazioni sono venute meno.
In alcuni casi, il format delle squadre ha subito delle variazioni: in quattro stagioni (la terza, la quarta, la decima e la quindicesima) si sono avute dodici coppie, mentre all'ottava (The Family Edition) hanno partecipato dieci squadre di quattro persone, inclusi dei bambini.

### Soldi
All'inizio di ogni tappa ogni squadra riceve, oltre al primo indizio, anche una certa somma di denaro, che dovrà essere sufficiente per tutte le spese (cibo, trasporti, alloggio, biglietti per attrazioni a pagamento) sostenute nella tappa. Dal totale sono escluse le spese relative ai viaggi aerei (nella Family Edition, anche per la fornitura di benzina), per le quali viene fornita alla squadra una speciale carta di credito. Il denaro viene solitamente fornito in dollari, con alcune eccezioni (in una tappa in Vietnam, è stata fornita valuta locale). La somma fornita varia da tappa a tappa (da centinaia di dollari a nulla) ed è consentito conservare denaro non usato per le tappe successive.
Se una squadra esaurisce il denaro a propria disposizione, può provare a procurarsene altro in qualsiasi modo, purché non sia in violazione delle leggi locali: ciò include chiedere un prestito alle altre squadre, elemosinare dalla popolazione locale o vendere i propri effetti personali. Non è invece consentito il baratto di effetti personali per pagare direttamente dei servizi (ad esempio una corsa in taxi).

### Route Markers
I Route Markers sono particolari bandiere indicanti il percorso da sostenere. Si possono per lo più trovare attaccati alle cassette contenenti gli indizi, ma possono anche indicare i luoghi in cui sostenere le prove o segnalare un sentiero da seguire. Nella prima stagione le bandiere sono gialle e bianche, ma nelle stagioni successive il bianco è stato sostituito dal rosso per una maggiore visibilità. Per evitare problemi dovuti alla somiglianza con l'ex bandiera del Vietnam del Sud, le bandiere sono state modificate durante le tappe ambientate nel paese asiatico: completamente gialle o gialle e bianche. Nella Family Edition, inoltre, le bandiere sono di colore giallo, bianco e nero.

### Indizi
All'inizio di una tappa, all'arrivo ad un Route Marker o alla fine di una prova, la squadra riceve un indizio racchiuso in una busta. Una volta ricevuto, i concorrenti devono leggere ad alta voce le istruzioni contenute e seguirle alla lettera. Le squadre devono conservare tutti gli indizi fino al termine della tappa. Ai Route Marker, le buste sono collocate in una cassetta: nelle prime stagioni, le cassette contengono un numero di buste coincidente con quello dei team partecipanti, permettendo così loro di conoscere il proprio piazzamento nella gara. In seguito, sono state aggiunte buste extra, lasciando così ai team il dubbio sulla propria posizione. In alcuni casi, gli indizi vengono dati in modo non convenzionale (ad esempio, con un annuncio all'interno di un giornale locale).

La carta blu del Route Info

#### Route Info
Gli indizi detti Route Info ("itinerario") indicano al team la destinazione successiva. Generalmente contengono solo il nome della destinazione, lasciando ai concorrenti il compito di capire come arrivarci. Fanno eccezione le prime tappe, che solitamente consigliano l'uso dell'aereo, a volte limitando la scelta ad alcuni voli specifici. Un Route Info può anche contenere indicazioni sul mezzo da scegliere (a piedi, in treno, in aereo). La destinazione indicata può essere all'interno dello stesso paese o in un altro, nella stessa città o in un'altra, al Pit Stop o al traguardo. In molti casi, le informazioni dei Route Info sono scritte in modo criptico: per esempio, forniscono solo la bandiera della nazione da raggiungere o indicano una precisa località attraverso una perifrasi (come il "punto più occidentale del continente europeo", per indicare Cabo da Roca). In queste occasioni, sono i concorrenti a dover determinare, per mezzo delle proprie conoscenze e della propria capacità deduttiva, la destinazione esatta.

#### Detour

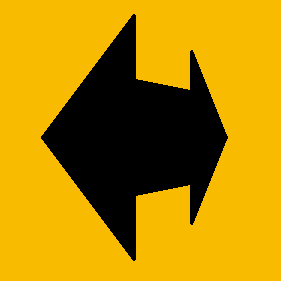
Il simbolo del Detour

Un Detour ("Bivio", "Deviazione") impone al team una scelta fra due diverse attività, ognuna con i suoi pro e i suoi contro. Vengono forniti dettagli sulla prova da effettuare e come raggiungere il luogo in cui si svolgerà, che può essere più o meno distante. Tipicamente a una prova poco impegnativa viene contrapposta una prova molto impegnativa, ma potenzialmente più rapida da completare (es: durante una tappa in Zambia, fotografare tre animali rari in un vicino parco naturale o fotografarne uno piuttosto comune, ma dovendosi spingere fino in Botswana). Un team può liberamente scegliere di cambiare la prova scelta con l'altra opzione per un numero indeterminato di volte, con la sola penalità del tempo perso per viaggiare fra le due diverse location. Una volta completata la prova, al team viene indicata la meta successiva del viaggio.

#### U-Turn

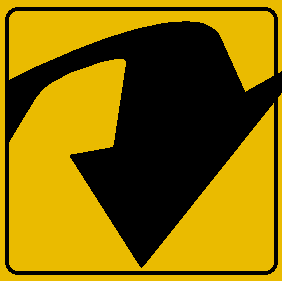
Il simbolo dello U-Turn

Lo U-Turn ("Inversione a U"), usato a partire dalla dodicesima stagione (con l'eccezione della quindicesima), è un ostacolo posizionato sempre immediatamente dopo un Detour. Dopo aver completato la propria prova del Detour, una squadra ha la possibilità di scegliere di far subire uno U-Turn ad un'altra, costringendola a tornare indietro e a completare anche la prova del Detour da loro non effettuata. Come nello Yield, la squadra che effettua lo U-Turn deve selezionare su uno schermo la foto del team da ostacolare e una loro foto. A partire dalla quattordicesima stagione, viene introdotto anche il Blind U-Turn ("Inversione cieca"), dove non è necessario apporre la propria foto, non permettendo così al team ostacolato di conoscere l'identità dell'autore.. Il Blind U-Turn non verrà più utilizzato a partire dalla sedicesima stagione. Ogni team può usare lo U-Turn quante volte vuole nel corso della gara e può essere subito da due
soli team all'interno della tappa in cui è inserito. I team vengono avvertiti della presenza dello U-Turn attraverso gli indizi. Se lo U-Turn viene usato contro una squadra già passata dalla postazione dell'ostacolo, non avrà alcun effetto.
A partire dalla sedicesima stagione viene inserito anche il U-Turn x2, nel quale due squadre potranno penalizzarne altre due.

#### Roadblock

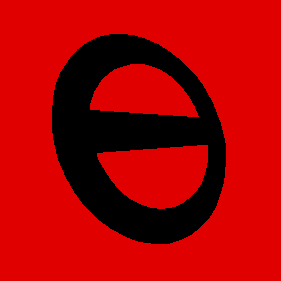
Il simbolo del Roadblock

Un Roadblock ("Blocco stradale") è una prova che deve essere eseguita da uno solo dei membri della squadra. È costituito da un indizio in forma criptica ("Chi ha davvero fame?" o "Chi ha voglia di farsi una pedalata?") e, sulla sola base di questo indizio, la squadra sceglie chi effettuerà la prova, per poi sapere effettivamente in cosa essa consista. Non è consentito cambiare il concorrente selezionato. L'altro concorrente dovrà aspettare in un'area precisa che la prova venga completata. In alcuni casi, il concorrente non selezionato entra a far parte della prova con un ruolo più passivo (es: condurre un cammello cavalcato dal concorrente selezionato). Una volta completata la prova, al team viene indicata la meta successiva del viaggio.
In origine, alle squadre veniva consentito di distribuire liberamente i Roadblock fra i concorrenti, lasciando così a un componente la possibilità di effettuare quasi tutti i Roadblock. A partire dalla sesta stagione, è stato invece stabilito un numero massimo, distribuendo così le prove tra i due concorrenti. Pur non citata esplicitamente, la regola è ancora in vigore: i concorrenti dicono spesso di aver "terminato" i propri Roadblock. Durante la Family Edition, la prova doveva essere effettuata da due concorrenti su quattro, senza alcun limite massimo. Nella quindicesima stagione è stato riproposto uno dei Roadblock più famosi, con la denominazione Switchback ("Ritorno al passato").
Per la prima volta nella storia della gara, nella sedicesima stagione si sono avuti due Roadblock nella stessa tappa, ciascuno completato da un concorrente (il concorrente che ha completato il primo Roadblock non ha potuto completare anche il secondo e ha dovuto perciò passare il compito al compagno di squadra).

#### Fast Forward

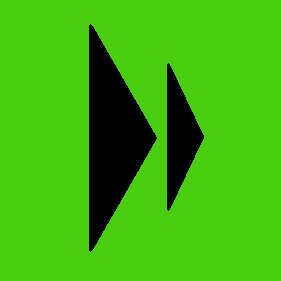
Il simbolo del Fast Forward

Il Express pass ("Avanzamento rapido") viene offerto alle squadre in occasione di un Route Marker: viene fornita la possibilità di effettuare una prova alternativa a quelle programmate. La prima squadra che riuscirà a completare la prova del Fast Forward otterrà le indicazioni per dirigersi subito al Pit Stop, senza effettuare le prove successive. Tutte le altre squadre che hanno tentato di effettuare la prova dovranno fare i conti con il tempo perso e tornare sul percorso standard. Ogni squadra può usare il Fast Forward una sola volta nel corso della gara, con l'eccezioni delle stagioni in cui è presente l'Intersection. Vincere un Fast Forward non coincide con l'immunità: pur avendolo vinto, si può sempre essere eliminati in caso di arrivo per ultimi al Pit Stop.
Inizialmente offerti in ogni tappa della corsa, sono stati via via ridotti fino ad arrivare al numero di due a partire dalla quinta stagione, allo scopo di ridurre i costi derivati dalla preparazione di prove non sempre eseguite.
Questo vantaggio è stato poi eliminato nel corso delle stagioni.

#### Yield

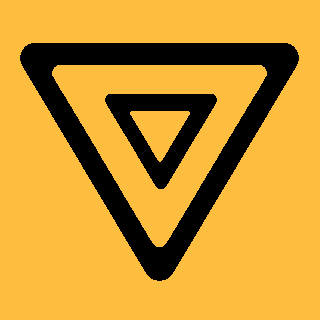
Il simbolo dello Yield

Lo Yield ("Precedenza"), introdotto dalla quinta stagione, permette ad una squadra di costringerne un'altra a fermarsi per un tempo prestabilito. Se incontra il segnale, una squadra deve fermarsi e dichiarare le proprie intenzioni a proposito (usarlo o meno). Come nello U-Turn, la squadra che lo usa dovrà dichiarare la propria identità usando la propria fotografia in dotazione. La squadra che subisce lo Yield dovrà girare una clessidra e aspettare che il tempo passi. Ogni team può usare lo Yield una sola volta nel corso della gara e può essere subito da un solo team all'interno della tappa in cui è inserito. Se si perde la propria foto, non è possibile effettuare lo Yield. Se lo Yield viene usato contro una squadra già passata dalla postazione dell'ostacolo, non avrà alcun effetto. I team vengono avvertiti della presenza dello Yield all'interno degli indizi che lo precedono.
Non viene più usato a partire dalla dodicesima stagione, sostituito dallo U-Turn.

#### Intersection

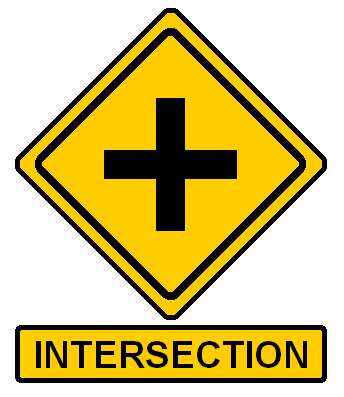
Il simbolo dell'Intersection

L'Intersection ("Incrocio"), usata nella decima, undicesima e sedicesima stagione, impone ad ogni squadra di legarsi ad un'altra e di completare le prove e prendere decisioni insieme fino a nuovo ordine. In caso non ci fossero altri team presenti, dovranno aspettare l'arrivo di almeno un team, con cui è possibile o meno compiere l'Intersection. In alcuni casi, sono stati posizionati Detour e Fast Forward nel corso di un'Intersection.
L'indizio è stato inserito anche nella versione latinoamericana del reality, The Amazing Race en Discovery Channel, a partire dalla seconda stagione (con il nome Intersección), ma le regole sono molto diverse da quelle originali: invece di dover lavorare insieme, in questo caso l'Intersection costituisce una vera e propria prova in cui due squadre gareggiano l'una contro l'altra. La perdente deve scontare una penalità di 15 minuti.

#### Express pass
L'Express pass, è la nuova versione del Fast Forward. Questo vantaggio permetterà alla squadra che arriverà per prima al Pit stop della prima tappa, di avere la possibilità di saltare una prova passando direttamente quella dopo. Questo vantaggio potrà essere usato solo nelle prime otto tappe.

### Le tappe della corsa
(Phil Keoghan, all'inizio della prima tappa di ogni stagione)
La tipica tappa di The Amazing Race consiste nella partenza dei team dal precedente Pit Stop, verso un nuovo paese, dove completeranno due o più prove fra cui un Detour e un Roadblock, prima di ricevere le istruzioni per il prossimo Pit Stop. Durante i viaggi interni alla tappa o durante i periodi di riposo, le coppie possono passare il tempo come meglio credono.

#### Pit Stope periodo di riposo
Le coppie completano ogni tappa arrivando sul Check-In Mat ("Tappetino di registrazione"), posizionato al Pit Stop. Al Check-In Mat sono presenti uno o più rappresentanti della popolazione locale oltre a Keoghan, dando alla squadra il benvenuto nel loro Paese. Nella prima stagione, Keoghan appariva solo all'arrivo dell'ultima coppia, lasciando negli altri casi solo i rappresentanti a dare il benvenuto. Per essere registrati, tutti i componenti del team devono entrare nel tappeto: a questo punto Keoghan dichiarerà la loro posizione nella gara e, nel caso di arrivo come ultimi, la loro eliminazione. Se la squadra non ha completato una prova, dovrà uscire dal tappeto e tornare solo quando sarà completata. Se ciò non potesse essere possibile, i concorrenti dovranno aspettare fuori dal tappetino per un certo tempo di penalità prima di essere registrati. In caso di violazioni del regolamento scoperte dopo la registrazione al tappetino, sarà comminata una penalità (sempre in termini di tempo) all'inizio della tappa successiva. Nelle stagioni più recenti, la squadra arrivata per prima in una qualsiasi tappa della corsa riceve un premio, spesso viaggi, autovetture o somme di denaro.
Gli ultimi arrivati incontrano le altre squadre solo nel caso che il distacco fra di loro sia minimo, a differenza di quanto è accaduto nella prima stagione, dove le squadre aspettavano, una dopo l'altra, l'arrivo degli avversari. Nel caso una squadra sia impossibilitata a completare una tappa o sia in grande ritardo rispetto alle altre, sarà Keoghan ad andare da loro ad annunciare l'eliminazione o verrà loro consegnato un indizio che li porterà subito al Pit Stop, dove saranno eliminati.
A ogni Pit Stop segue un periodo di riposo obbligatorio, per permettere alle squadre di mangiare e riposarsi, a spese della produzione. Questo periodo di tempo è anche un'occasione per condurre delle interviste che poi saranno trasmesse durante gli episodi. La responsabilità di trovarsi alla partenza della tappa successiva all'orario previsto è della squadra e non è prevista alcun bonus di tempo in caso di ritardo.
Il periodo di riposo è normalmente di dodici ore: una squadra arrivata alle 9 di mattina partirà per la tappa successiva alle 9 di sera. In caso di difficoltà della produzione, la partenza è ritardata di 24 ore (o multipli di 24 ore, se necessario): in questo modo, nella messa in onda dell'episodio, la squadra sembrerà comunque partire con dodici ore dopo l'arrivo. Nelle stagioni più recenti, la durata del riposo è variata da 12 a 24 ore, spesso per prevenire un eccessivo vantaggio di alcuni team. Il periodo di riposo più lungo è stato registrato in Tunisia durante la prima stagione, quando la partenza è stata spostata dal deserto del Sahara a Gabès a causa di una tempesta di sabbia.

#### Tappe di non eliminazione
Un certo numero di tappe della gara sono a non eliminazione. Fino alla quarta stagione, arrivare ultimi in una di queste tappe non comportava alcuna penalità. Dalla quinta alla nona stagione, l'ultima squadra arrivata veniva privata di tutto il denaro a disposizione, senza ottenerne altro per la tappa successiva. In più, dalla settima stagione alla nona, la squadra veniva privata dei suoi bagagli, consentendogli di tenere solo i vestiti indossati al momento e la borsa con i documenti necessari per viaggiare: a causa di questa penalità, i team che pensavano di essere ultimi tendevano ad indossare strati di vestiti in più prima della registrazione al traguardo. Nella decima e undicesima stagione, in caso di arrivo per ultimi in una tappa a non eliminazione, i concorrenti venivano "nominati all'eliminazione" e sarebbero dovuti arrivare primi alla tappa successiva per non incorrere in una penalizzazione di trenta minuti.

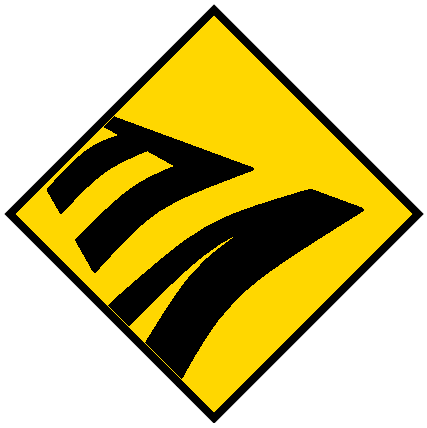
Il simbolo dello Speed Bump

 A partire dalla dodicesima stagione, la penalità per essere gli ultimi arrivati in una di queste tappe è lo Speed Bump ("Dosso"), una prova che solo il team ultimo arrivato dovrà completare nel corso della tappa successiva. Una volta completata la prova, al team viene indicata la meta successiva del viaggio.
Nelle prime stagioni, una squadra poteva capire dagli indizi se una tappa fosse o meno a non eliminazione, poiché l'avviso The last team to check-in will be eliminated ("L'ultima squadra ad arrivare sarà eliminata") veniva cambiato in The last team to check-in may be eliminated ("L'ultima squadra ad arrivare potrebbe essere eliminata"). Nelle stagioni più recenti è stata invece usata la seconda versione in tutte le tappe della gara.

### Regolamento
Tutte le squadre devono attenersi ad un insieme di regole che, se non rispettate, porteranno ad una penalizzazione in termini di tempo, da scontare nella stessa tappa o in quella successiva. Il regolamento non è mai stato rivelato completamente, ma grazie ad alcune affermazioni all'interno del programma si sa che:
- la distanza dei membri delle squadre deve essere sempre nelle vicinanze della squadra di ripresa audio/video a loro assegnata, di cui dovranno tenere conto al momento della scelta di un mezzo di trasporto[18];
- in caso di viaggi aerei, potranno essere usati solo biglietti di classe economica[19][20]. È consentito chiedere alle compagnie aeree di viaggiare in business class pagando biglietti in classe economica, se questo tipo di posti fosse esaurito;
- è proibito entrare in contatto con amici, familiari e conoscenti durante la gara, a meno che non sia espressamente consentito[21]. A meno che non sia espressamente vietato, la squadra può chiedere aiuto alla popolazione locale;
- le squadre sono libere di collaborare fra loro a meno che ciò non sia espressamente vietato[22][23]. È vietato, a parte nei casi dello Yield e dello U-Turn, ostacolare un'altra squadra, ad esempio togliendo indizi dalle cassette o danneggiando l'equipaggiamento necessario per una prova;
- è proibito portare con sé mappe, cellulari, guide turistiche all'inizio della gara, ma possono essere comprati con i soldi a disposizione[24]. Non è permesso barattare beni personali per pagare un servizio.
- ogni squadra dovrà sempre avere con sé i propri zaini. Nel caso una squadra si presenti al Pit Stop senza, dovrà tornare indietro a prenderli prima di essere registrata;
- alle squadre è proibito elemosinare, nel caso ciò sia contro le leggi locali, né possono farlo al di fuori degli aeroporti statunitensi;
- è proibito fumare;
- è obbligatorio attenersi alle leggi del paese ospitante.

#### Penalità
La penalità standard per l'infrazione delle regole è di 15 minuti più il tempo guadagnato, se esistente, per mezzo dell'infrazione. Altre penalità sono ad esempio due ore per il baratto di beni per servizi e di 24 ore per un viaggio aereo in classe non economica e per non avere completato un Detour. Tutte le penalità sono cumulative. Se una squadra non può completare un Roadblock, verrà loro assegnata una penalità di quattro ore a partire dall'arrivo della successiva squadra al Roadblock, quindi verrà loro comunicata la destinazione successiva
In caso di un guasto ad un veicolo, non dovuto all'incuria della squadra, viene fornito un mezzo sostitutivo, senza alcun bonus in termini di tempo.
In caso di difficoltà da parte della produzione, possono essere assegnati dei bonus in termini di tempo, a partire dalla tappa successiva.

## Produzione
La produzione di The Amazing Race è una sfida, dovuta proprio alle sue caratteristiche "internazionali". Fra le difficoltà, trovare le location, selezionare i concorrenti, ideare le prove, mettere a punto tutti i dettagli logistici necessari. Inoltre tutti i concorrenti e i componenti del cast tecnico (un operatore e un tecnico audio per ogni squadra) e lo staff locale sono vincolati ad un contratto di segretezza su tutti gli aspetti del programma. L'unico dettaglio reso pubblico nelle ultime stagioni è il percorso completo, pubblicato dalla CBS pochi giorni prima della messa in onda.
Nonostante tali difficoltà, il programma è stato candidato 40 volte agli Emmy, vincendone 12.

### Preparazione della gara
All'individuazione di potenziali location per la gara segue l'invio di personale specializzato per creare possibili prove a tema. Seguono i contatti con i governi locali per ottenere i permessi di girare le prove e delle "prove delle prove" effettuate direttamente da membri della produzione, per determinare i tempi e le difficoltà di ognuna e per cominciare a pianificare le riprese.
Le squadre vengono selezionate in base a una serie di interviste, di solito tramite casting nelle maggiori città degli Stati Uniti. Una volta selezionate tutte le squadre, viene loro consegnato un elenco dei paesi da visitare, per cui dovranno ottenere tutti i visti necessari. la lista comprende anche qualche paese in più del previsto, in modo da non permettere nessuna pianificazione alle squadre. Alle squadre viene inoltre richiesto, almeno per le prime tappe, di avere un abbigliamento simile fra i due componenti, per essere maggiormente identificabili.
Pochi giorni prima dell'inizio della partenza della gara, le squadre (e i possibili sostituti), vengono trasportati nella stessa città (di solito non quella di partenza) e chiusi in hotel, in modo da non poter permettere alcun contatto fra componenti di squadre diverse. In questo periodo viene controllato che gli zaini non contengano materiale proibito. L'arrivo nella città di partenza è previsto un giorno prima della stessa.

### Nel corso della gara

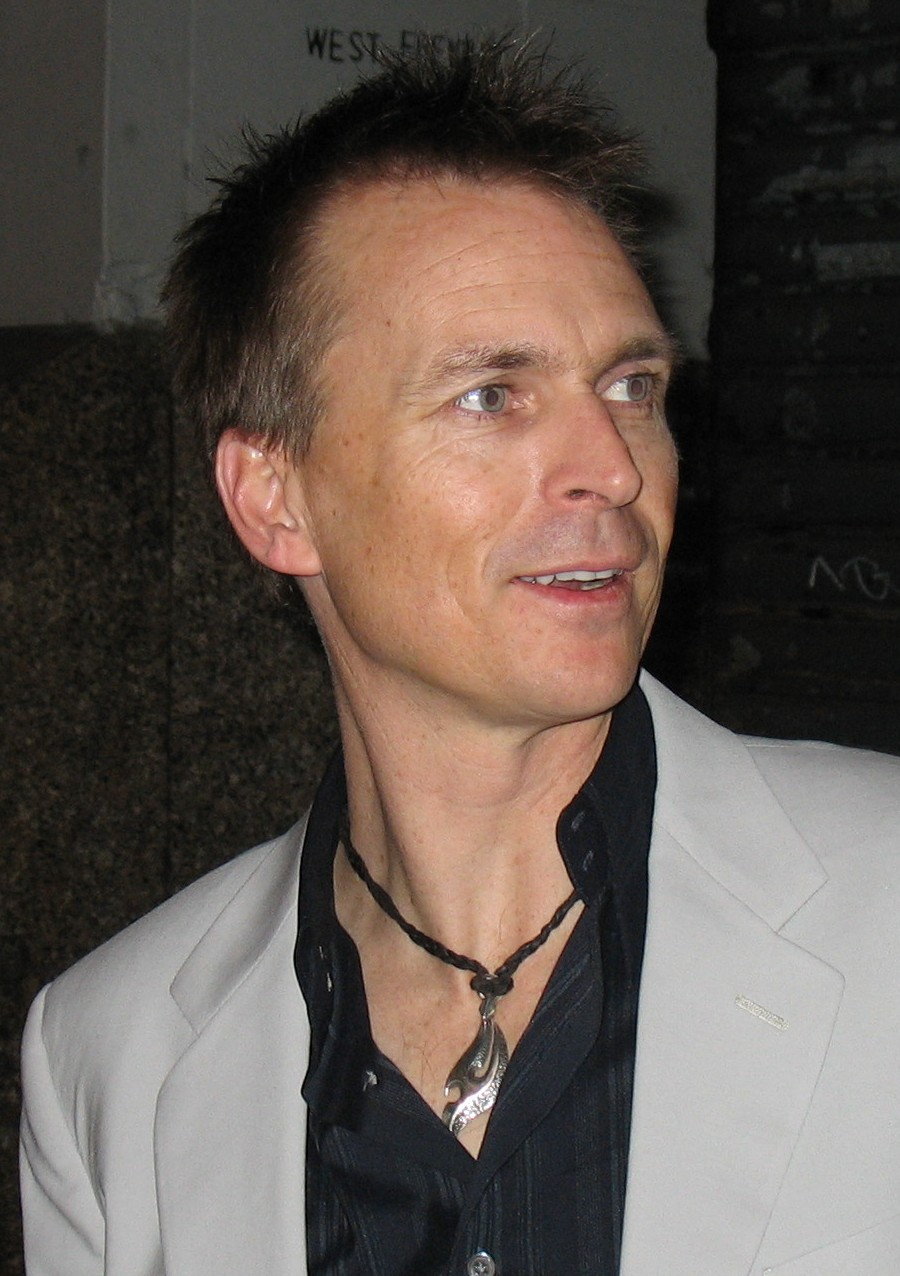
Phil Keoghan, presentatore di The Amazing Race

Ogni squadra è accompagnata da uno staff di due persone, che sarà sempre con loro, fatta eccezione per alcuni Detour, alcuni Roadblock e ai Pit Stop. I vari staff seguono una rotazione fra le squadre per prevenire possibili favoritismi. Lo staff deve essere in grado di viaggiare con i concorrenti quando usano mezzi di trasporto come taxi o aerei (sebbene durante gli episodi le squadre chiedano due biglietti aerei, in realtà ne chiedono anche due per lo staff tecnico a camere spente). Allo stesso modo, lo staff chiederà alla squadra di ripetere alcune azioni per avere delle riprese migliori o di sistemare i microfoni. Il tempo perso a causa di queste azioni rientra nelle "difficoltà di produzione" di cui si è parlato in precedenza.
Oltre alla camera dello staff, vengono realizzate anche altre riprese, durante i Roadblock o in punti nodali del percorso.
Nel caso di un'interazione della squadra con un "non partecipante", lo staff dovrà ottenere il consenso alle riprese dalla persona in questione e, in caso di rifiuto, provvederà a censurarne il volto.
Generalmente, la produzione arriva sui luoghi delle riprese dodici o 24 ore prima dei partecipanti, ma non sono mancati casi in cui abbiano viaggiato con i concorrenti e con il presentatore Phil Keoghan. Mentre i team effettuano le varie prove, Keoghan gira gli spezzoni di presentazione, per poi prepararsi all'arrivo. In alcuni casi, i concorrenti sono arrivati prima e l'arrivo è stato ripetuto.
I membri della produzione si tengono costantemente aggiornati sulla posizione dei concorrenti, in modo da essere pronti al loro arrivo. Ad esempio, le cassette vengono piazzate solo poco prima per prevenire furti. Sempre in questo modo, Keoghan viene a conoscenza di penalità da scontare. Inoltre lo staff tecnico di ogni squadra viene interrogato per venire a conoscenza di eventuali bonus da assegnare.
Dopo la registrazione all'arrivo, le squadre vengono condotte ai loro alloggi (tranne che nella prima stagione). Dopo aver salutato i compagni di gara, le squadre eliminate precocemente vengono portate in una località segreta, nota come Sequesterville, dove potersi rilassare e svagare, fino ad essere poi portati alla città dove è stato collocato il traguardo della gara. A partire dall'undicesima stagione, CBS.com ha postato dei video delle coppie eliminate durante la loro permanenza a Sequesterville, detti Elimination Station. I team ultimi eliminati possono saltare questa fase e dirigersi immediatamente al traguardo. In alcuni casi, possono girare delle finte tappe per sviare i telespettatori e prevenire anticipazioni.
Il traguardo è solitamente collocato in una località isolata, e programmato in modo che i team arrivino all'incirca a metà giornata in un giorno feriale, così da prevenire avvistamenti.

### Dopo la gara
Tutte le squadre vengono compensate per il tempo di lavoro perso, ma l'ammontare esatto di tale rimborso è strettamente confidenziale. Tutti i concorrenti sono tenuti a non rivelare il loro andamento nella gara fino alla messa in onda dell'episodio della loro eliminazione (o, in caso di raggiungimento della finale, fino alla messa in onda di quest'ultima): le uniche, parziali, eccezioni si sono avute in TAR 10 e in TAR 11: All Stars. Anche in seguito all'episodio in cui sono stati eliminati, non è comunque consentito rivelare eventi, eliminazioni o i vincitori finali della gara.
A partire dall'inizio della gara, ogni episodio è montato da uno staff diverso e non vengono evidenziati particolari archi narrativi, tranne quelli spontaneamente creatisi durante la stagione.
In molti casi, delle prove sono state completamente rimosse dalla messa in onda dall'episodio, di solito perché hanno avuto uno scarso impatto sulla posizione delle squadre in gara. I Roadblock vengono generalmente rimossi in caso non influiscano sulle posizioni, ma ne rimane comunque testimonianza nelle foto ufficiali (es.: l'arrivo in kayak di alcune squadre a Mauritius in TAR 10 è stato ripreso e diffuso su Internet poco dopo, ma la prova non è mai andata in onda). In alcuni casi, le prove cancellate sono state inserite comunque all'interno dei DVD. Per mantenere continuità con gli indizi, il team di montaggio si occuperà di combinare varie tracce audio in modo da mascherare la prova mancante.
La sigla di apertura della prima stagione ha usato una combinazione di immagini di località visitate nella gara e dei team, sia in posa che in gara, ma ciò era sufficiente a portare il pubblico a individuare l'ordine d'eliminazione delle squadre. A partire dalla stagione successiva, viene usata una serie di immagini relative sia alla gara corrente che alle precedenti, e le squadre vengono ritratte esclusivamente in posa. Nella quattordicesima stagione, si sono avute alcune inquadrature dei team in gara, ma solo dopo la trasmissione dell'episodio da cui tali inquadrature sono state tratte.
Fino alla diciassettesima stagione, il reality è sempre stato trasmesso in formato 4:3, in definizione di tipo SDTV. Nonostante le richieste dei fan di un passaggio del programma all'alta definizione in formato 16:9, come è stato ad esempio per Survivor (sempre trasmesso da CBS), i produttori del programma hanno definito questa eventualità "non una priorità" e hanno riportato anche varie ragioni per cui un simile cambiamento è difficile che si verifichi in futuro: tra queste, la delicatezza delle apparecchiature necessarie e le difficoltà nelle eventuali riparazioni, oltre al costo delle stesse che alzerebbe il budget necessario al programma anche di "centinaia di migliaia di dollari". Lo stesso Phil Keoghan ha invocato il passaggio del programma all'alta definizione, definendolo "obbligatorio". Finalmente, il 2 novembre 2010 la presidente della divisione intrattenimento della CBS ha confermato il passaggio alla trasmissione in alta definizione a partire dalla diciottesima stagione, prevista per la primavera del 2011.
In tre casi, dopo lo svolgimento della gara, ma prima della messa in onda, un disastro naturale ha colpito una località toccata dalla gara. Nel 2004 è successo in Sri Lanka: il paese, da poco toccato nella sesta stagione, è stato colpito dallo tsunami del 24 dicembre. Un anno dopo è accaduto a New Orleans, colpita dall'uragano Katrina poco dopo il passaggio dell'ottava stagione. In quest'ultimo caso, una delle famiglie in gara ha perso la propria casa. Nella sedicesima stagione, nel corso della trasmissione di alcuni episodi ambientati in Cile, il paese sudamericano è stato colpito da un forte terremoto. In tutti i casi, gli episodi sono stati preceduti da un messaggio di solidarietà per le regioni colpite letto da Keoghan.

## Paesi visitati

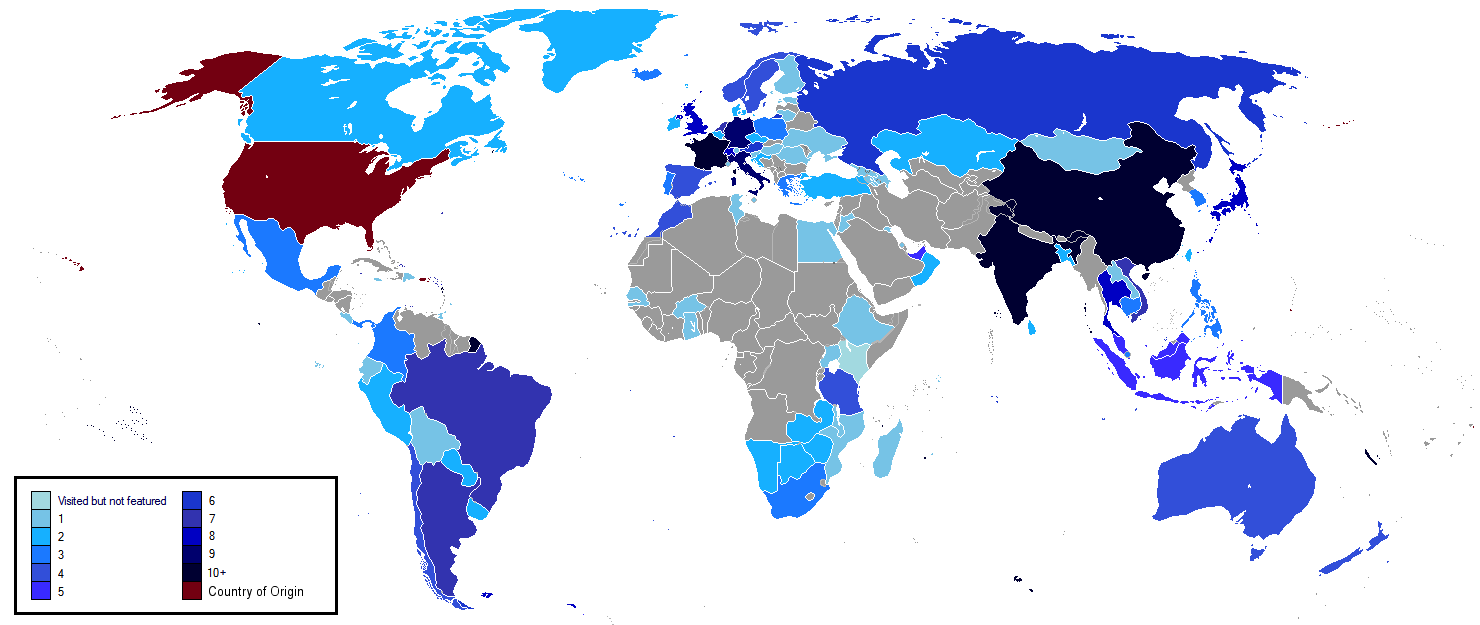
I paesi visitati da The Amazing Race

In venti stagioni The Amazing Race ha toccato 82 paesi diversi, così distribuiti:
- Europa: Austria, Belgio, Croazia, Danimarca, Estonia, Finlandia, Francia, Germania, Grecia, Irlanda, Islanda, Italia, Liechtenstein, Lituania, Norvegia, Paesi Bassi, Polonia, Portogallo, Regno Unito, Repubblica Ceca, Romania, Russia, Spagna, Svezia, Svizzera, Turchia, Ucraina, Ungheria;
- America centro-settentrionale: Canada, Costa Rica, Giamaica, Messico, Panama, Stati Uniti d'America;
- America meridionale: Argentina, Bolivia, Brasile, Cile, Ecuador, Paraguay, Perù, Uruguay;
- Asia: Azerbaigian, Bangladesh, Cambogia, Cina, Corea del Sud, Emirati Arabi Uniti, Filippine, Giappone, India, Indonesia, Kazakistan, Kuwait, Malaysia, Mongolia, Oman, Russia, Singapore, Sri Lanka, Taiwan, Thailandia, Vietnam;
- Africa: Botswana, Burkina Faso, Egitto, Etiopia, Ghana, Kenya, Madagascar, Malawi, Marocco, Mauritius, Mozambico, Namibia, Senegal, Seychelles, Sudafrica, Tanzania, Tunisia, Zambia;
- Oceania: Australia, Nuova Zelanda.

Escludendo gli Stati Uniti, paese di partenza e di arrivo per tutte le stagioni, i paesi più visitati sono India e Cina (visitate 9 volte), seguite da Francia, Germania e Russia (5 volte).

## Edizioni
| Stagione               | Giorno e ora di programmazione | Periodo di trasmissione       | Ascolto medio (in milioni di spettatori) |
| ---------------------- | ------------------------------ | ----------------------------- | ---------------------------------------- |
| 1                      | mercoledì, 21.00               | settembre - dicembre 2001     | 8,8                                      |
| 2                      | mercoledì, 21.00               | marzo - maggio 2002           | 10,3                                     |
| 3                      | mercoledì, 21.00               | ottobre - dicembre 2002       | 8,98                                     |
| 4                      | giovedì, 20.00                 | maggio - agosto 2003          | 8,32                                     |
| 5                      | martedì, 22.00                 | luglio - settembre 2004       | 10,73                                    |
| 6                      | martedì, 21.00                 | novembre 2004 - febbraio 2005 | 11,54                                    |
| 7                      | martedì, 21.00                 | marzo - maggio 2005           | 13,05                                    |
| 8 Family Edition       | martedì, 21.00                 | settembre - dicembre 2005     | 10,8                                     |
| 9                      | mercoledì, 20.00               | febbraio - maggio 2006        | 9,1                                      |
| 10                     | domenica, 20.00                | settembre - dicembre 2006     | 11,5                                     |
| 11 All Stars           | domenica, 20.00                | febbraio - maggio 2007        | 10,1                                     |
| 12                     | domenica, 20.00                | novembre 2007 - gennaio 2008  | 11,84                                    |
| 13                     | domenica, 20.00                | settembre - dicembre 2008     | 11,14                                    |
| 14                     | domenica, 20.00                | febbraio - maggio 2009        | 10,91                                    |
| 15                     | domenica, 20.00                | settembre - dicembre 2009     | 11,14                                    |
| 16                     | domenica, 20.00                | febbraio - maggio 2010        | 10,40                                    |
| 17                     | domenica, 20.00                | settembre - dicembre 2010     | 11,93                                    |
| 18 Unfinished Business | domenica, 20.00                | febbraio - maggio 2011        | 10,35                                    |
| 19                     | domenica, 20.00                | settembre - dicembre 2011     | 15,98                                    |

## Accoglienza
Nelle prime quattro stagioni, pur osannato dalla critica, il programma non ha ottenuto grandi risultati negli ascolti, ritrovandosi candidato più volte per la cancellazione. Il primo episodio del programma è andato in onda sei giorni prima degli attentati dell'11 settembre 2001, mettendone in dubbio il proseguimento. Il produttore Bertram van Munster ha dichiarato: "Quando abbiamo visto i nostri manifesti coperti dalla polvere della tragedia dell'11 settembre, abbiamo capito di avere un problema. Il mondo era cambiato, e noi stavamo per mandare in onda un programma basato su viaggi aerei intercontinentali. Pensavo non avessimo alcuna speranza". I bassi ascolti erano anche imputati al fatto che TAR era solo uno di tanti altri reality show, senza ottenere risultati paragonabili ai più famosi, come Survivor e per di più programmato nello stesso periodo in diretta competizione con un reality molto simile, Lost, trasmesso su NBC e basato sul ritorno negli Stati Uniti di squadre di due persone, a partire da località remote. Secondo un addetto alla programmazione della CBS, il programma era sempre "in odore di cancellazione".
La salvezza del programma si pensa sia dovuta alla vittoria agli Emmy del 2003 e del 2004 nella categoria "Miglior reality show - competizione" e alla risposta del gran numero di fan delle fasce di età più giovani, fra cui Sarah Jessica Parker, che chiamò personalmente il direttore della CBS Les Moonves, pregandolo di salvare lo show. La quinta stagione, andata in onda da luglio a settembre 2004, ebbe ascolti molto alti per quel periodo dell'anno, con medie di 10,7 milioni di spettatori a puntata e un ascolto di 13 milioni per la puntata finale, raddoppiando gli ascolti nella fascia 18-34 anni e vincendo sempre nella sua fascia oraria; ascolti di una tale portata sono secondo molti dovuti alle particolarità delle squadre selezionate per quella stagione.
Un momentaneo crollo degli ascolti si verificò durante l'ottava stagione, l'anomala Family Edition, non ricevuta bene dai critici e gli effetti si videro anche sugli ascolti della nona stagione, che totalizzò una media di 9 milioni di spettatori, 4 milioni in meno della settima stagione.
A partire dalla decima stagione, spostata alla domenica sera, gli ascolti sono via via cresciuti: una media di 11 milioni di spettatori ha seguito le stagioni dalla 10 alla 12. Con 18 stagioni trasmesse, The Amazing Race è uno dei reality show di più lunga durata negli Stati Uniti, superato solo da Survivor e The Real World.
Secondo Variety, l'età media degli spettatori del programma è di 51,9 anni, ma si abbassa a 39,2 anni considerando repliche e registrazioni.

### Premi
The Amazing Race ha vinto il premio Emmy come "Miglior reality show - competizione" per otto volte sulle nove totali da quando è stata creata la categoria nel 2003, battendo altri popolari programmi come Survivor e American Idol: l'unica sconfitta è avvenuta ai Premi Emmy 2010, in cui il premio è andato a Top Chef. Dopo la settima vittoria consecutiva alcuni, fra cui il presentatore di Survivor Jeff Probst, hanno suggerito che il programma si ritiri dalla competizione negli anni a venire come già fatto da Candice Bergen per Murphy Brown. Il produttore Van Munster ha detto che è improbabile che ciò succeda, poiché il premio è un giusto riconoscimento al duro lavoro e agli alti standard raggiunti del suo staff. In seguito alla pubblicazione delle nomination per i premi Emmy del 2010 Donald Trump, conduttore del reality The Apprentice, si è dichiarato deluso dalle continue vittorie di The Amazing Race, ritenendole "immeritate" e dicendo che si sono verificate perché sanno come "politicizzare gli Emmy". Il programma è stato candidato, vincendo alcune volte, anche per degli Emmy "tecnici" quali i premi per la "Miglior fotografia" e per il "Miglior montaggio in un programma non di fiction", mentre è stato solo candidato per il "Miglior missaggio" e il "Miglior montaggio sonoro". Di seguito, un elenco delle nomination e dei premi Emmy vinti dal programma:
| Anno | Vinti | Nomination |
| ---- | --- | --- |
| 2003 | Miglior reality show - competizione | |
| 2004 | Miglior reality show - competizione | Miglior missaggio in un programma non di fiction Miglior montaggio in un programma non di fiction Miglior fotografia in un programma non di fiction |
| 2005 | Miglior reality show - competizione Miglior montaggio in un programma non di fiction                                                   | Miglior missaggio in un programma non di fiction Miglior fotografia in un programma non di fiction Miglior montaggio sonoro in un programma non di fiction |
| 2006 | Miglior reality show - competizione Miglior montaggio in un programma non di fiction Miglior fotografia in un programma non di fiction | Miglior missaggio in un programma non di fiction Miglior montaggio sonoro in un programma non di fiction |
| 2007 | Miglior reality show - competizione Miglior montaggio in un programma non di fiction Miglior fotografia in un programma non di fiction | Miglior missaggio in un programma non di fiction Miglior montaggio sonoro in un programma non di fiction |
| 2008 | Miglior reality show - competizione | Miglior montaggio in un programma non di fiction Miglior fotografia in un programma non di fiction Miglior missaggio in un programma non di fiction Miglior montaggio sonoro in un programma non di fiction Miglior regia in un programma non di fiction |
| 2009 | Miglior reality show - competizione | Miglior presentatore di reality show o reality show - competizione (Phil Keoghan) Miglior montaggio in un programma non di fiction Miglior fotografia in un programma non di fiction Miglior missaggio in un programma non di fiction Miglior montaggio sonoro in un programma non di fiction Miglior regia in un programma non di fiction                                     |
| 2010 | | Miglior reality show - competizione Miglior presentatore di reality show o reality show - competizione (Phil Keoghan) Miglior montaggio in un programma non di fiction Miglior fotografia in un programma non di fiction Miglior missaggio in un programma non di fiction Miglior montaggio sonoro in un programma non di fiction Miglior regia in un programma non di fiction |
| 2011 | Miglior reality show - competizione | Miglior presentatore di reality show o reality show - competizione (Phil Keoghan) Miglior montaggio in un programma non di fiction Miglior fotografia in un programma non di fiction Miglior missaggio in un programma non di fiction Miglior montaggio sonoro in un programma non di fiction Miglior regia in un programma non di fiction                                     |

Lo staff del programma è stato candidato ogni anno sin dal 2004 per il Golden Laurel Award per "Miglior produttore televisivo per un programma non di fiction", pubblicato dalla Producers Guild of America, vincendolo nel 2005.
Bert Van Munster è stato candidato per il "Directors Guild of America Outstanding Directorial Achievement in Reality Programs award" per The Amazing Race ogni anno dal 2005 al 2009, vincendo nel 2007.
Per la sua rappresentazione favorevole delle coppie omosessuali, The Amazing Race è stata candidata, senza vincere, nel 2004, nel 2006 e nel 2009 per il GLAAD Media Award per "Miglior reality show".

## Versioni internazionali diThe Amazing Race
The Amazing Race
     The Amazing Race Asia
     The Amazing Race: a corrida milionária
     HaMerotz LaMillion
     The Amazing Race en Discovery Channel / Latinoamérica
     The Amazing Race: China Rush / Shanghai Rush
     The Amazing Race Australia
     The Amazing Race Norway

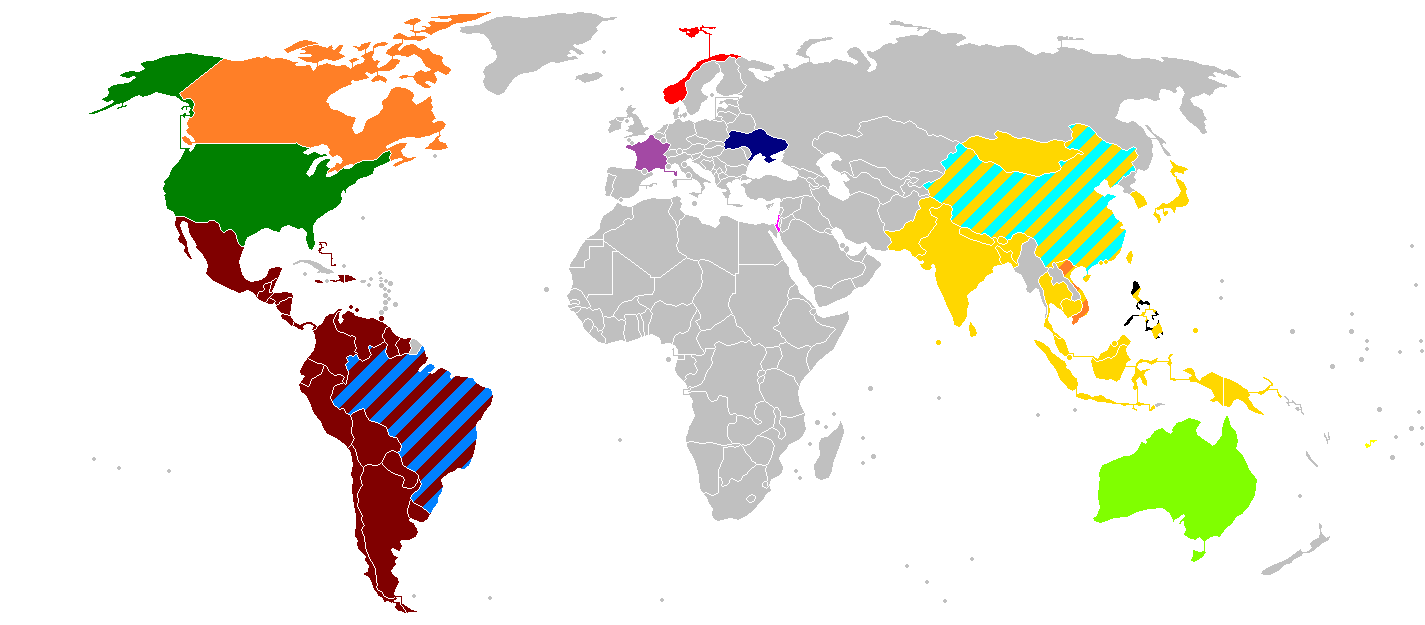
Paesi e zone con una versione locale di The Amazing Race:
The Amazing Race
The Amazing Race Asia
The Amazing Race: a corrida milionária
HaMerotz LaMillion
The Amazing Race en Discovery Channel / Latinoamérica
The Amazing Race: China Rush / Shanghai Rush
The Amazing Race Australia
The Amazing Race Norway

Il successo del programma si è spinto oltre i confini statunitensi, dando vite ad alcune edizioni locali:
- The Amazing Race Asia è la versione asiatica del programma, realizzata dalla filiale asiatica di AXN e andata in onda a partire da ottobre 2006 sullo stesso canale. Arrivata alla sua quarta stagione, è presentata da Allan Wu e prevede un premio finale pari a 100.000 dollari;
- The Amazing Race: a corrida milionária ("The Amazing Race: la corsa da un milione") è la versione brasiliana, prodotta da RedeTV! nel 2007 e presentata da Rony Curvelo. Ne è stata prodotta una sola stagione, con in palio un premio di 500.000 real.
- HaMerotz LaMillion (in ebraico המירוץ למיליון‎?, "La corsa verso il milione") è la versione israeliana del programma, in onda su Channel 2 - Reshet. Presentata da Raz Meirman, prevedeva un premio finale pari a un milione di sicli. La prima stagione si è differenziata dalle altre versioni per le modalità di produzione e trasmissione: mentre negli altri casi gli episodi vengono registrati in più giorni consecutivi e trasmessi in seguito, in questo caso l'ultimo episodio è stato girato circa 5 mesi dopo i precedenti (registrati nell'inverno 2008, mentre il finale di stagione è stato filmato nel maggio successivo, nello stesso periodo in cui il programma veniva mandato in onda) e trasmesso circa due mesi dopo di questi, nel giugno 2009. Nel settembre 2010, dopo l'iniziale cancellazione, è stata rinnovata per una seconda stagione che andrà in onda nel corso del 2011;
- The Amazing Race en Discovery Channel è la versione centro-sudamericana, arrivata alla seconda stagione. È presentata da Harris Whitbeck, con un premio pari a 250.000 dollari, e trasmessa sulla rete di canali Discovery Channel e Disney Channel sudamericani. L'edizione è stata confermata per una terza stagione, che verrà però trasmessa sul canale sudamericano Space. A causa di questo cambiamento, il titolo dell'edizione sarà d'ora in poi semplicemente The Amazing Race Latinoamérica.
- The Amazing Race: China Rush è la versione cinese, trasmessa sul canale International Channel Shanghai con la conduzione di Allan Wu. La prima stagione è andata in onda fra l'agosto e l'ottobre del 2010, ed è già stata confermata la produzione di una seconda stagione[75]. È stata preceduta nel 2009 da Shanghai Rush, una versione del programma molto simile all'originale, ma senza far parte del brand The Amazing Race, con tappe limitate alla sola municipalità di Shanghai;
- The Amazing Race Australia è la versione australiana del programma, trasmessa da Seven Network a partire da maggio 2011. Il conduttore è l'attore di origini neozelandesi Grant Bowler[76] e il premio finale è di 250.000 dollari australiani. Dati i buoni ascolti, è stata rinnovata per una seconda stagione[77].

Nel 2005 AXN Central Europe ha annunciato la versione centroeuropea del programma, che sarebbe stata denominata The Amazing Race Central Europe, ma il progetto non è stato mai realizzato.
Ogni edizione presenta caratteristiche diverse riguardo alle lingue usate nel corso della produzione e all'ampiezza degli spostamenti che vedono protagonisti i concorrenti.
In TAR Asia, TAR: China Rush e TAR en Discovery Channel sono protagonisti partecipanti di madrelingue e paesi di provenienza diversi. Nei primi due casi, il programma viene interamente girato e prodotto in lingua inglese: anche gli indizi sono scritti in inglese e i partecipanti devono essere in grado di parlare, leggere e scrivere in questa lingua ad un buon livello. Nel terzo caso, la lingua principale è lo spagnolo (il presentatore parla generalmente questa lingua, incluso il messaggio di partenza e la presentazione degli indizi) ma, per i concorrenti provenienti dal Brasile, le prove che richiedano conoscenze linguistiche vengono tradotte in portoghese e gli indizi cartacei sono bilingue. Per i telespettatori vengono usati sottotitoli appositi.
Per quanto riguarda l'ampiezza degli spostamenti, la versione originale del programma, la prima stagione israeliana e TAR Australia sono le sole finora ad essersi spinta stabilmente al di fuori del continente di partenza: TAR Asia si limita solitamente ad Asia ed Oceania, avendo toccato Europa e Africa soltanto nella seconda stagione; TAR en Discovery Channel non ha mai lasciato il Sudamerica, così come A corrida milionária, limitatasi al solo Brasile e a due province cilene. Le due edizioni cinesi si sono completamente svolte all'interno della Repubblica Popolare Cinese.